# Drachenschwanzhügel
Drachenschwanzhügel är en kulle i Antarktis. Den ligger i Östantarktis. Nya Zeeland gör anspråk på området. Toppen på Drachenschwanzhügel är 293 meter över havet.
Terrängen runt Drachenschwanzhügel är varierad. Trakten är obefolkad. Det finns inga samhällen i närheten. 